# Selton Mello
Selton Mello (Passos, Minas Gerais; 30 de desembre de 1972) és un director i actor brasiler.
Després d'anys de televisió i cinema, Mello es va convertir gradualment en una estrella al seu país, guanyant molts premis. Es va posar darrere de la càmera el 2006, va dirigir O Palhaço el 2011, seleccionat per representar el Brasil als Premis Oscar de 2013 a la categoria millor pel·lícula en llengua estrangera.

## Biografia
En el seu debut va aparèixer a sèries o telenovel·les brasileres, posteriorment ha desenvolupat una carrera al cinema, el teatre i la televisió. El 2008 va dirigir el seu primer llargmetratge, Feliz Natal, guanyant vint premis en diversos festivals.
Va paraticipar a la minisèrie A Mulher Invisível que va guanyar el Premi Emmy Internacional a la millor comèdia el 2012. L'any següent, sempre a la televisió, va dirigir tots els 80 episodis de Sessão de Terapia, l'adaptació brasilera de la sèrie israeliana BeTipul (ja adaptada per HBO als Estats Units sota el títol In Treatment).
La seva segona pel·lícula, O Palhaço (2011), és escollida per representar el Brasil per l'Oscar a la millor pel·lícula de parla no anglesa als Premis Oscar de 2013, però finalment no és seleccionat per a l'última llista. La pel·lícula torna a guanyar diversos premis.
El 2016 va coescriure i dirigir O filme da minha vida, adaptació de la novel·la Un padre de película de l'escriptor xilè Antonio Skármeta (2010).

## Filmografia

### Televisió
| Any         | Títol                          | Personatge                       | Notes                                                   |
| ----------- | ------------------------------ | -------------------------------- | ------------------------------------------------------- |
| 1981–82     | Dona Santa                     | Sidney<                          |                                                         |
| 1983        | Braço de Ferro                 | Raimundo                         |                                                         |
| 1984        | Corpo a Corpo                  | Ronaldo Pellegrini               |                                                         |
| 1986        | Sinhá Moça                     | Rafael (jovem)                   | Episodi: "28 de abril"                                  |
| 1988        | Grupo Escolacho                | Selton                           | Especial de cap d’any                                   |
| 1992        | Pedra sobre Pedra              | Bruno                            |                                                         |
| 1993        | Você Decide                    | Edu                              | Episodi: "Laços de Sangue"                              |
| 1993        | Olho no Olho                   | Juca                             |                                                         |
| 1994        | Tropicaliente                  | Vitor Velasquez                  |                                                         |
| 1995        | A Próxima Vítima               | Tonico                           |                                                         |
| 1996        | A Comédia da Vida Privada      | Luís Eduardo                     | Episodi: "Parece Que Foi Ontem"                         |
| 1996        | A Comédia da Vida Privada      | Valdemar (Billy Boy)             | Episodi: "O Grande Amor da Minha Vida"                  |
| 1997        | A Indomada                     | Emanuel                          |                                                         |
| 1999        | O Auto da Compadecida          | Chicó                            |                                                         |
| 1999        | Força de um Desejo             | Abelardo Sobral                  |                                                         |
| 2000        | Caramuru: A Invenção do Brasil | Diogo Álvares Correia (Caramuru) |                                                         |
| 2000        | Brava Gente                    | Edinho                           | Episodi: "Lira Paulistana"                              |
| 2000        | Retrato Falado                 | Diogo                            | Episodi: "Clarice"                                      |
| 2001        | Os Maias                       | João da Ega                      |                                                         |
| 2001        | Os Normais                     | Nilo                             | Episodi: "Um Sábado Normal"                             |
| 2002        | Copas de Mel                   | Flávio                           | Episodi: "1994"                                         |
| 2003        | Os Normais                     | Bernardo                         | Temporada 3                                             |
| 2004        | Sitcom.br                      | Homem                            | Episodi: "Medo de Avião"                                |
| 2004        | Os Aspones                     | Tales                            |                                                         |
| 2004–09     | Tarja Preta                    | Apresentador                     |                                                         |
| 2007        | O Sistema                      | Matias / Matt                    |                                                         |
| 2010        | A Cura                         | Dimas Bevilláqua                 |                                                         |
| 2011        | A Mulher Invisível             | Pedro                            |                                                         |
| 2012; 19–21 | Sessão de Terapia              | Dr. Caio Barone                  | Temporada 1: Participació / Temporada 4–5: Protagonista |
| 2016        | Ligações Perigosas             | Augusto de Valmont               |                                                         |
| 2018        | Treze Dias Longe do Sol        | Saulo Garcez                     |                                                         |
| 2018–19     | O Mecanismo                    | Marco Ruffo                      |                                                         |
| 2021        | Nos Tempos do Imperador        | Imperador Dom Pedro II do Brasil |                                                         |

### Cinema
| Any  | Títol                                                   | Personatge                       | Nota                   |
| ---- | ------------------------------------------------------- | -------------------------------- | ---------------------- |
| 1990 | Uma Escola Atrapalhada                                  | Renan                            |                        |
| 1994 | Lamarca                                                 | Ivan                             | [ 11 ]                 |
| 1995 | Flora                                                   | Remo                             | curtmetratge           |
| 1995 | Razão Pra Crer                                          |                                  | [ 13 ]                 |
| 1997 | O Que É Isso, Companheiro?                              | César / Oswaldo                  | [ 14 ]                 |
| 1997 | Guerra de Canudos                                       | Tenente Luís da Gama             | [ 15 ]                 |
| 2000 | O Auto da Compadecida                                   | Chicó                            | [ 16 ]                 |
| 2001 | Lavoura Arcaica                                         | André                            |                        |
| 2001 | Caramuru - A Invenção do Brasil                         | Diogo Álvares Correia (Caramuru) | [ 17 ]                 |
| 2003 | Lisbela e o Prisioneiro                                 | Leléu Antônio da Anunciação      |                        |
| 2004 | Garotas do ABC                                          | Salesiano de Carvalho            | [ 18 ]                 |
| 2004 | Nina                                                    | Namorado de Ana                  | [ 19 ]                 |
| 2005 | O Coronel e o Lobisomem                                 | Pernambuco Nogueira              |                        |
| 2006 | Quando o Tempo Cair                                     |                                  | curtmetratge; direcció |
| 2006 | Árido Movie                                             | Bob                              | [ 20 ]                 |
| 2006 | Tarantino's Mind                                        |                                  | curtmetratge           |
| 2007 | O Cheiro do Ralo                                        | Lourenço                         | [ 22 ]                 |
| 2008 | Meu Nome Não é Johnny                                   | João Guilherme Estrella          |                        |
| 2008 | Os Desafinados                                          | Dico                             | [ 23 ]                 |
| 2008 | A Erva do Rato                                          | Ele                              | [ 24 ]                 |
| 2008 | Feliz Natal                                             |                                  | Direcció               |
| 2009 | A Mulher Invisível                                      | Pedro                            |                        |
| 2009 | Jean Charles                                            | Jean Charles de Menezes          |                        |
| 2010 | Federal                                                 | Dani                             | [ 25 ]                 |
| 2010 | Lope                                                    | Marquês de Navas                 | [ 26 ]                 |
| 2011 | O Palhaço                                               | Benjamin / Pangaré               | També director         |
| 2012 | Reis e Ratos                                            | Troy Somerset                    |                        |
| 2012 | Billi Pig                                               | Wanderley                        |                        |
| 2014 | Trash - A Esperança Vem do Lixo                         | Frederico Gonz                   |                        |
| 2016 | Meu Amigo Hindu                                         | Morte                            |                        |
| 2017 | Soundtrack                                              | Cris                             | També productor        |
| 2017 | O Filme da Minha Vida                                   | Paco                             | També director         |
| 2019 | Babenco - Alguém Tem que Ouvir o Coração e Dizer: Parou | Ell mateix                       |                        |